# Ramona Trinidad Iglesias-Jordan
Ramona Trinidad Iglesias-Jordan de Soler, född 31 augusti 1889, död 29 maj 2004, var en puertoricansk kvinna som vid sin död vid 114 år och 272 dagars ålder var en av de 100 äldsta människorna i världshistorien och den äldsta puertoricanen någonsin till 19 maj 2006 då Emiliano Mercado del Toro passerade om.
Hon föddes och växte upp i Utuado. Hennes föräldrar var Eduardo Iglesias-Ortiz och Luisa Jordan-Correa (vissa stavningsvariationer återfinns i dokumenten). 1948 skrevs hennes födelseattest på i Utuado. Detta verifierade att hon var född klockan 7 på morgonen 1 september 1889. Dock upptäcktes 1992 ett dopattest från april 1890 som avslöjade att hon var född en dag tidigare. 1910 års folkräkning i Utuado listar henne som 20 år gammal. Hennes giftermål med Alfonso Soler 26 december 1912 vid 23 års ålder återfinns i ett certifikat från 28 december 1912. De återfinns tillsammans i 1920 års folkräkning då hon var 30 år och de levde i Arecibo. Paret flyttade senare till San Juan-området känt som Santurce. De fick aldrig några egna barn, men adopterade en son, Robert Torres, hennes syskonbarn.
Hon gick i en skola utan amerikanska lärare i Puerto Rico (det blev senare vanligt att man tog dit amerikanska lärare för engelskalektioner). Trots detta och det faktum att hon endast gick i grundskolan, talade hon flytande engelska samt sitt modersmål spanska.
Hennes make dog under sent 1970-tal och Iglesias-Jordan tillbringade ungefär 25 år ensam tills hon flyttade till ett nytt hem.
Guinness Rekordbok accepterade hennes påstående, då nödvändig dokumentering kunde framföras, och 29 mars 2004 fick hon ett dokument från dem som tillkännagav henne som världens äldsta levande person sedan den tre månader äldre japanskan Mitoyo Kawates död 13 november 2003 (innan hon verifierades, antogs den tre månader yngre tysk-amerikanskan Charlotte Benkner, som avled 15 dagar före henne, ha varit den äldsta levande personen, en uppgift som dock avskrevs). Hon är en av få puertoricaner som har varit med i boken.
Iglesias-Jordan avled av lunginflammation efter en kort sjukhusvistelse i Río Piedras den 29 maj 2004, 114 år och 272 dagar gammal. Den äldsta levande personen blev då ecuadorianskan María Capovilla som var 2 veckor yngre.